# Electro dance
Electro dance (también llamado Milky Way, Tecktonik o baile electro) es un frenético y peculiar estilo de baile urbano que generalmente se baila o se realiza con música electro house. Está basado en una mezcla de diferentes estilos de baile, como el EBM, la música disco, vogue, waacking, hip hop, glowsticking y flexing dancing.
El Electro Dance se basa predominantemente en el movimiento de los brazos , tomando elementos básicos del glowsticking como el concepto de manos libres, las figuras en forma de ocho, y la idea de la mano líder en un esquema llamado liquid (una mano siguiendo a la otra en movimientos geométricos).
Mientras mantiene muchos aspectos del baile de la música disco, amplificando puntos y poses, frecuentemente incluye también elementos del toprock y trabajo de pies similar a los bailarines de breakdance, prestados de las influencias del hip hop en la música electro house.[cita requerida]
En el Electro Dance, cada bailarín tiene su propio estilo que lo personaliza. Puede bailar desde suave hasta agresivo. Es muy común verlo bailado en equipos que imponen sus propios pasos. En cada equipo hay 10 o 11 bailarines.

## Características
Este baile se caracteriza por un gesto a la vez circular y ancho de todo el cuerpo, realizado agresivamente, incluso frenético. Cada bailarín tiene una "llamarada", el equivalente de un seudónimo, después de haber adquirido una cierta reputación. Se agrupan por la tripulación o equipo, con el fin de crecer juntos. 
Las batallas son competencias de baile en la que los jurados tengan en cuenta a los bailarines en función de su calidad artística. Los bailarines son practicantes de danzas de inspiración hip hop.[cita requerida] Se practica especialmente en las calles, patios de escuelas o clubes nocturnos. Pero lo más importante, las batallas se realizan principalmente en las competiciones denominadas Vertifight. Bailan toda la música electrónica, pero en general bien especificados los sonidos que se utilizan para una musicalidad de búsqueda simple.

## Los términos de las técnicas
- Desplazamiento en el escenario: ocupar todo el escenario para bailar y sus niveles.
- Energía: utilización de esta en armonía con los movimientos utilizados.
- Musicalidad: habilidad para actuar la melodía de la canción, demostrando sentimiento y moviéndose conforme a la melodía para interpretarla.
- Base electro: pasos básicos de electro dance (puedes personalizar tus bases sin deformarlas).
- Variedad de pasos: originalidad, dificultad de pasos, pasos varios de otros géneros de baile.
- Técnica: limpieza, precisión, fuerza, líneas, niveles, secuencias, estrategia, ángulos, etc.
- Fluidez (continuidad de pasos): dar un seguimiento correcto a los pasos empleados sin perder el control.
- Originalidad (creatividad): pasos propios.
- Dificultad (complejidad de los movimientos): movimientos que otros bailarines no puedan hacer o ya sean complicados.
- Actitud y respeto (seguridad y proyección): respetando al oponente, darás una buena imagen ante los jueces y verán que eres respetuoso y quieres bailar limpio, sin insultos, actitud (tener carisma, divertirte cuando bailas) y saber qué tipo de comportamiento te servirá contra el oponente.

## Estilos principales
En la actualidad hay varios estilos de electro dance que se pueden definir. Los principales estilos recurrentes y el actor principal son los siguientes:
- Ponche de baile: estilo de vida en el que se enoja el perder y el que la lleva a la casa y me dijo que le falta prorratearlo años de edad y que no tienes muchas ganas de hablar conmigo electro tal como se practica. Es para proporcionar energía a la danza, saltando, aplaudiendo tan interesado en el bajo. Actor principal: Goku (Rythmik) 6.
- Estilo Base: el estilo de la danza como subterráneos movimientos electro, el brazo sólo se ejecuta a velocidades diferentes. Actores principales: Ken (electro calle) Yarus (Say Braah) 7.
- HH electro: estilo con movimientos inspirados al estallar (cerca del electro ilusivo). Es un estilo criticado por algunos bailarines pues lo consideran demasiado lejos el estilo base y abusa incluso del hip hop. Actor principal: Naim (Rythmik) 8.
- Estilo Abstract: electro dance basado en los movimientos estéticos. El bailarín es capaz de danzar de forma abstracta, con pausas y puntuando sus desaceleraciones. Actores principales: Kyrra y Lord-T (Electro Street) 9.
- Electro Style Flex: mezclando los movimientos del brazo con flexibilidad de rotura ósea. Actor principal: Bats (Electro Street) 10.
- House Electro: este estilo hace referencia directa al house dance siendo subconjunto del estilo en general, junto con el electro dance. Consta de movimientos rítmicos de pies en armonía con el braceo del individuo.
- Artistic: es la forma más académica y menos underground de expresar la danza, se caracteriza por movimientos limpios muy abiertos y una gran coordinación corporal, son los bailarines cuya técnica fuerte es el estilo. Jerem y Treaxy son dos ejemplos.
- Milky Way: fue un estilo muy limpio con pasos básicos, haciendo el baile más comercial. Ayudó a hacer más vistoso el baile al principio de su evolución consiguiendo más adeptos. Spoke y en general SMDB son los más conocidos.
- Acrobatic Electro: se trata de combinar acrobacias propias de la gimnasia o capoeira a la hora de bailar. Actor principal Vulcan (Punks Electro).

## Orígenes del movimiento
El electro dance se origina en tres clubes nocturnos de París: Redlight, Mix y Metropolis.[cita requerida] Antes de la aparición del electro dance, se bailaba Redlight clubbers, especialmente con las piernas, inspirado en el movimiento hip hop, mientras que el estilo clubbers de Metropolis inspirado en Bélgica, jumpstyle, sirvió para crear los movimientos con el brazo. Es en este punto que el movimiento de "Moulin" fue acuñado (volviéndose a sus brazos como si fueran desarticulados). Algunos clubbers de Metropolis decidieron cambiar el lugar de salida, y comenzaron a asistir a Redlight, donde aprenden a bailar con los pies. Volviendo a Metropolis, los clubbers aprenden un nuevo estilo.[cita requerida]
Se celebró una batalla de baile entre los asistentes de Redlight y Metropolis, celebrada en este último club. Durante el evento, los dos clubes compartieron su conocimiento en la danza: el juego de piernas típico de Redlight y los movimientos de los brazos de Metropoli. Esta danza tuvo entonces un máximo de cincuenta profesionales.[cita requerida]
Mientras tanto, en el club Mix, los bailarines pasaban horas delante del espejo para hacer el mismo movimiento: una especie de bloqueo con la parte inferior del cuerpo, bajando las manos y bloqueando las muñecas para no convertirse en la base para la danza puramente femenina. Los movimientos también se añaden desde el techno, el bote de gel, la bola, la cinta, etc., y otros movimientos inventados por amigos y continuados hoy por algunos bailarines. Los vídeos se transmitieron por Internet y el movimiento se extendió por toda Francia.

## Desarrollo
El electro dance se fue haciendo cada vez más popular gracias a que fue bailado en calle, con los aprems, organizado por la generación de danza colectiva y organizada en batallas reales, como el hip hop de  batallas como Vertifight. El desarrollo del electro dance ha cambiado tanto que los clubes de baile donde surgió este estilo de baile contratan a bailarines profesionales, incluyendo ElectroKiff. La mentalidad ha cambiado, el ambiente original, en un lugar relajado ha dado paso a un ambiente más centrado en la competición. Después de 3 años menos publicitado, algunos medios de comunicación como Canal Street, YakFilms (y no se usa en la cultura hip hop) comenzó a difundir este movimiento desde 2011. En Francia hay listas de listas electro dance con muchos bailarines. París sigue siendo la influencia global de esta cultura, pero países como Italia o Rusia tienen muchos seguidores y bailarines de gran calidad.

## Difusión en todo el mundo
Vertifight organizó el 24 de enero de 2010 la primera edición del Campeonato del Mundo electro dance. La comunidad ha crecido en muchos países, como Argentina, Grecia, Colombia, Perú, España, incluso en Estados Unidos. Algunos eventos reúnen muchos adeptos, sobre todo en México.

## Asociaciones y concursos

### Vertifight
Es un concurso de electro dance denominado Dance Vertifight. Fue creado en agosto de 2007 por Youval, Steady y Hagson, y consiste en batallas de baile.

### Campeonato de Francia
- 2007: MetrOpoliX tea
- 2008: RK-Rythmik team
- 2009: Electro Addicte
- 2010: Iron Click
- 2011: Alliance Crew
- 2013: Fatal Crew

### Campeonato del Mundo
- 2010: RK-Rythmik Crew (Francia)
- 2011: Electro Street (Francia)
- 2012: Aliance Crew (Francia)
- 2014: RK-Rythmik teaam (Francia)
- 2015: 8PEM Crew (México)
- 2016: Aliance Crew (Francia)